# W.A. Braasem
Willem Alexander Braasem (Soerabaja, 23 november 1918 – Hoorn, 12 april 1987) was een Nederlands schrijver en vertaler, voornamelijk actief in de jaren vijftig en zestig. Zijn jeugd heeft hij grotendeels doorgebracht in Indonesië, waardoor hij altijd een grote fascinatie voor dit land heeft behouden. Hij heeft dan ook in Nederland de opleiding Indologie en Indonesische talen gevolgd, maar deze, mede door de Tweede Wereldoorlog, nooit voltooid. Na zijn jeugd in Indonesië is hij in Den Haag terechtgekomen, waar hij met veel liefde over schreef.
Tijdens zijn studentenjaren was hij actief bij een toneelvereniging, maar dit bleek verder geen toekomst te hebben. Hij begon met schrijven, voornamelijk op freelance basis. Dit bestond uit artikelen, het samenstellen van bloemlezingen, maar ook de (Indonesische) poëzie was een belangrijk onderwerp voor hem. Na zijn verschillende werkzaamheden als freelancer, kreeg hij een baan aangeboden als eerste redacteur bij de kunstredactie van Het Vaderland. Hier heeft hij gewerkt tot 1969. De situatie voor dagbladen werd steeds kritieker en op het moment dat hij een aanbod kreeg om conservator van het Westfries Museum te worden, pakte hij dit dan ook met beide handen aan. Na vijf jaar werd hij benoemd tot directeur van het museum en is hij hier werkzaam gebleven tot 1983. Hiervoor kreeg hij veel lof, zo werd hij in 1983 tot Ridder in de Orde van Oranje-Nassau benoemd.

## Persoonlijk
W.A. Braasem was getrouwd met Theodora, ook wel Doedy, Bevelander. Hun huwelijk bleef kinderloos.
- Biografisch Portaal: 55610704
- CiNii: DA08455911
- Digitale Bibliotheek voor de Nederlandse Letteren: braa010
- Gemeinsame Normdatei: 131423908
- International Standard Name Identifier: 0000 0000 8842 473X
- Library of Congress Control Number: n79032147
- Nationale Bibliotheek van Israël: 987007277153205171
- Nederlandse Thesaurus van Auteursnamen: 068552408
- Trove: 795279
- Virtual International Authority File: 55279720
- WorldCat: E39PBJbttHbrGx36mYTQC7y68C